# Pugled pri Mokronogu
Pugled pri Mokronogu – wieś w Słowenii, w gminie Mokronog-Trebelno. W 2018 roku liczyła 17 mieszkańców.